# Jorge Luis Prats
Jorge Luis Prats Soca (3 de julio de 1956) es un pianista cubano que reside en España.
Prats Soca nació en Camagüey. Estudió piano desde 1963 con Barbara Díaz Alea. En 1970, fue aceptado en Escuela Nacional de Arte, de donde se graduó en 1976.
Estudió con Frank Fernández y Margot Rojas Mendoza. En 1977, Prats ganó el primer premio en el Concurso Long-Thibaud-Crespin en Francia. Más tarde estudió con Rudolf Kehrer en Moscú, Magda Tagliaferro en París, Paul Badura-Skoda en Viena y Witold Małcużyński en Varsovia. Se le otorgaron varias condecoraciones en Cuba, incluida la medalla Félix Varela (el máximo galardón en Cuba en cultura) en 1984 y el Premio Nacional de Música de Cuba en 2004. Fue director artístico de la Orquesta Sinfónica Nacional de Cuba hasta 2004.
En 2004, Prats dejó Cuba para tener la oportunidad de viajar. Se instaló en España y en 2005 se convirtió en ciudadano español naturalizado.